# یادداشت‌های روزانه محمدعلی فروغی
یادداشت‌های روزانه محمدعلی فروغی دفتر خاطرات محمدعلی فروغی در سفر کنفرانس صلح پاریس دسامبر ۱۹۱۸ تا اوت ۱۹۲۰ است.

## تاریخچه
این کتاب یادداشتهای روزانهٔ محمدعلی فروغی ذکاءالملک یکی از رجال روشنفکر و عملگرای ایران است. یادداشتها از ایامی است که ذکاءالملک به سمت رئیس دیوان عالی تمیز در جزو هیئت اعزامی ایران برای راهیابی به کنفرانس صلح عازم پاریس شد. او در طول تقریباً دو سال (۱۷ دسامبر ۱۹۱۸ تا ۱۱ اوت ۱۹۲۰ / ۲۵ آذر ۱۲۹۷ تا ۲۰ مرداد ۱۲۹۹)اخبار و وقایع هر روز را یادداشت کرده و با توجه به حضورش، به جزئیات بسیاری ورود داشته، در نتیجه یادداشتهایش دربرگیرندهٔ نکته‌های تازه و ناگفتهٔ فراوان دربارهٔ علل ناکامی ایران در راهیابی به کنفرانس صلح، داخل شدن ایران در مجمع ملل، روابط انگلیسها با وثوق‌الدوله، قرارداد نهم اوت ۱۹۱۹ و بعضی از رجال سیاسی ایران در آن روزگار است. همچنین، حاوی فواید فرهنگی و ادبی فراوانی برای شناخت ساختار ادبی آن زمان نیز هست. این یادداشتها نزدیک به صد سال نزد خانوادهٔ فروغی محفوظ بوده و برای نخستین بار در این کتاب به کوشش محمد افشین‌وفایی و پژمان فیروزبخش منتشر شده‌است. بخشی از یادداشت‌های دیگر محمدعلی فروغی از روزگار جوانی وی (از ۲۶ شوال ۱۳۲۱ تا ۲۸ ربیع‌الاول ۱۳۲۲ق) به کوشش ایرج افشار توسط انتشارات بنیاد موقوفات دکتر محمود افشار انتشار یافته‌است.

## سیاست
این کتاب را حداد عادل به ظریف هدیه داد و باعث شد خبرگزاری‌ها به موضوع بپردازند.